# Ханс Кристиан Оерстед
Ханс Кристиан Оерстед (на датски: Hans Christian Ørsted, правилно произношение Йорстед) е един от най-изявените учени на 19 век, който изиграва решаваща роля в разбирането на електромагнетизма. През 1820 г. той наблюдава, че стрелката на компаса се отклонява от магнитния северен полюс, когато наблизо се включва и изключва електрически ток в проводник. Това показва, че електричеството и магнетизма са свързани явления – откритие, което полага основите на теорията на електромагнетизма и изследванията, които по-късно създават технологии като електродвигателите, радиото, и телевизията. Единицата от системата CGS за интензитет (напрегнатост) на магнитното поле – оерстед, е кръстена така в негова чест.

## Живот
Ханс Кристиян Оерстед е роден в семейство на фармацевт. Той заедно с брат си получава началното си образование от частни учители, но голяма част от знанията си придобива чрез самообучение. През 1793 г. те заминават за Копенхаген и на другата година са приети в Копенхагенския университет.
И двамата братя от малки проявяват изключителни дарби и си поставят големи цели за бъдещето. Интересът на Х. К. Оерстед към науката още отрано е предизвикан от работата му в аптеката на баща му. Затова било естествено той да учи фармацевтика, понеже по това време нямало възможност да се учи физика и химия в Копенхагенския университет. Именно той впоследствие променя това. През 1797 г. взема изпити си за фармацевт с пълно отличие, печели и награди за своите трудове в тази област. Две години по-късно получава докторат за дисертацията си върху философията на Имануел Кант.
След 1800 г. той изучава новооткрития галванизъм, а през 1801 г. печели стипендия за специализация в чужбина. За трите години, прекарани извън Дания, той посещава Германия и Франция. Там се среща с много известни физици и математици, които оказват голямо влияние върху него.
Завръщайки се вкъщи през 1806 г., Оерстед става професор в Копенхагенския университет, където първите му изследвания в областта на физиката се занимават с електричеството и акустиката. Той всъщност е основателят на катедрата по физика в Копенхагенския университет. Университетът развива активна дейност в доразвиване на неговата работа. Това довежда до системно изучаване на физика и химия и създаването на сравнително добри лабораторни условия.
През 1812 и 1813 г. Оерстед предприема второ пътешествие до Германия, Белгия и Франция.
След завръщането си той се жени за Бриджит Балъм. Техният семеен живот е хармоничен и много щастлив. Те имат пет дъщери и трима сина.
От 1815 г. до смъртта си той е секретар на Кралската датска академия на науките.
През 1822 г. Оерстед е избран за чуждестранен член на Кралската шведска академия на науките.

## Принос
По време на вечерна лекция през април 1820 г. Оерстед открива експериментално доказателство за връзката между електричеството и магнетизма. Докато подготвя експеримент за един от часовете си, той открива нещо, което го изненадва. По времето на Оерстед учените са пробвали да открият някаква връзка между електричеството и магнитите, но не са успели. Вярвали, че електричеството и магнетизмът не са свързани. Докато Оерстед приготвял материалите за експеримента си, той доближил компас до проводник, по който течел ток, и стрелката на компаса посочила към проводника. Оерстед се изненадал и повторил експеримента няколко пъти. Всеки път стрелката се обръщала към проводника. Това явление било открито първо от италианския юрист Жан Доменико Романьоси през 1802 г., но на неговото съобщение тогава не било обърнато внимание.
Ханс Кристиян Оерстед демонстирал топлинните ефекти на стълб на Волта (първият галваничен елемент), когато забелязал, че стрелката на компаса, който стоял до него, се отклонила от север. Това се получавало всеки път, когато използвал стълба на Волта. Това го довело до заключението, че електрическият ток създава магнитно поле. Това било раждането на електромагнетизма.
Той сам разказва как един ден през април, докато обмислял лекция за електричеството и магнетизма, в която щял да използва нова електрическа батерия, му хрумнало, че както светлина и топлина се излъчват от всичките страни на проводник, по който тече ток, така е възможно да се разпространяват и магнитни сили. Решил да изследва това, като свързал с тънка платинена жичка изводите на батерията, за да се загрее под влияние на тока. Жичката била поставена в направление север-юг, успоредно на стоящата под нея стрелка на малък компас. Нямало време да изпробва теорията си преди лекцията, но по време на лекцията той толкова се убедил в правилността на идеята си, че веднага провел експеримента и открил, че стрелката се отклонявала в обратната посока при обръщане посоката на тока и че нямало ефект, когато стрелката била държана под определени ъгли спрямо жичката.
Понеже ефектът бил съвсем слаб, защото такъв бил и токът, той отложил по-нататъшните изследвания за три месеца, за да може да има повече време да изследва явлението. По-късно, през юли, започнал много разширено изучаване, което довело до доклад (на латински), който бързо бил преведен на основните езици във водещите научни списания.
Откриването на магнитното действие на електрическия ток през 1820 г. веднага било отбелязано като епохален напредък, но Оерстед оставил по-нататъшната работа върху електромагнетизма на други. Андре-Мари Ампер веднага повторил експеримента на Оерстед и съставил математически формули. Оерстед също открил, че не само магнитна стрелка се отклонява от тока, но и че проводник с ток също се отклонява в магнитно поле. С това той полага основите за създаването на електрическия двигател.
Освен по електромагнетизма, той е работил в областта на свиваемостта на газовете и течностите и диамагнетизма. Оерстед има значителен принос в областта на химията с откриването на пиперина (1820 г.), една от лютивите съставки на пипера, също и получаването на алуминий през 1825 г.

## Единицата оерстед
През 1932 г. на физическата единица за напрегнатост на магнитното поле е дадено името оерстед.
Oersted (Oe) по системата сантиметър-грам-секунда е извънсистемна единица за напрегнатост на магнитното поле. Един оерстед се дефинира като напрегнатостта на полето във вакуум на разстояние един сантиметър от намотка с размери единица и ток единица. Поле с напрегнатост един оерстед създава магнитодвижеща сила от 1 гилберт за сантиметър от проводника. Единицата за напрегнатост на магнитното поле в системата MKS (метър, килограм, секунда), днес доразвита в Международната система единици, няма собствено име, но еквивалентът на един оерстед в системата SI е 79,577472 ампернавивки на метър. Преди 1930 г. тази единица се е наричала гаус.